# Viarsa 1
Viarsa 1 fue un barco pesquero de bandera uruguaya famoso por su participación en una persecución en alta mar.

## Persecución
El 7 de agosto de 2003, la embarcación de patrulla aduanera y pesquera australiana Southern Supporter avistó al Viarsa 1 en aguas territoriales australianas cerca de la Isla Heard. Debido a sospechas de que el barco estaba realizando pesca ilegal de merluza negra, los australianos ordenaron a la tripulación que se detuviera. Sin embargo, ellos huyeron, dando comienzo a una persecución que duraría tres semanas. Ambas embarcaciones enfrentaron mares agitados y numerosos icebergs, y la rivalidad se suspendió brevemente cuando los pescadores se perdieron en el hielo marino antártico y fueron guiados hacia una zona segura por los marineros australianos.
A medida que la persecución se desarrollaba a través de miles de millas náuticas en el océano, el Southern Supporter fue acompañado por el remolcador de salvamento sudafricano John Ross, el rompehielos polar SAS Agulhas y el barco patrulla de pesca británico Dorada, con sede en las Islas Falkland. El 28 de agosto, después de recorrer 3.900 millas náuticas (7.200 km), el contingente, liderado por el Oficial de Aduanas australiano Steve Duffy, cercó al Viarsa 1 a 2.000 millas náuticas (2.000 millas; 4.000 km) al suroeste de Ciudad del Cabo, Sudáfrica.
Al mismo tiempo, un grupo de personal australiano viajó a Sudáfrica y se embarcó en el buque cisterna SAS Drakensberg, que se encontró con los demás barcos el 3 de septiembre. El Southern Supporter y el Viarsa 1 llegaron a Fremantle, Australia Occidental, el 3 de octubre. El capitán del Viarsa 1, Ricardo Mario Ribot Cabrera, y sus cuatro compañeros de tripulación pagaron la fianza y recibieron la orden de permanecer cerca y esperar los procedimientos legales. Encontraron alojamiento en una residencia para marinos mercantes.
Ésta fue la persecución más larga de un cazador furtivo en alta mar en la historia, hasta que las embarcaciones de Sea Shepherd Bob Barker y Sam Simon interceptaron al pesquero Thunder, también dedicado a la pesca ilegal de merluza negra, el cual fue perseguido desde diciembre de 2014 hasta abril de 2015 como parte de la "Operación Campaña Icefish" de Sea Shepherd.

## Juicio
A pesar de las 97 toneladas de bacalao de dientes encontradas a bordo de la embarcación, los representantes de los propietarios del Viarsa 1 lograron una absolución por parte del jurado en noviembre de 2005. Después de dos juicios que se prolongaron en el transcurso de dos años, los marineros quedaron en libertad y pudieron regresar a sus países de origen.

## Destino del Viarsa 1
Según el grupo ambientalista Oceana, Viarsa 1 fue desguazado en un astillero en la India.